# Megaselia grisaria
Megaselia grisaria är en tvåvingeart som beskrevs av Schmitz 1933. Megaselia grisaria ingår i släktet Megaselia och familjen puckelflugor. Inga underarter finns listade i Catalogue of Life.